# Žir (Predavac)
Žir je nogometno igralište bjelovarskog nogomentnog kluba NK Sloga, nalazi se u krugu šume Bedenik koja se u području igrališta naziva i šuma Šištat.
Žir administracijski ne spada pod grad Bjelovar, nego pripada pod naselje Predavac unutar općine Rovišće.